# Арауканская война

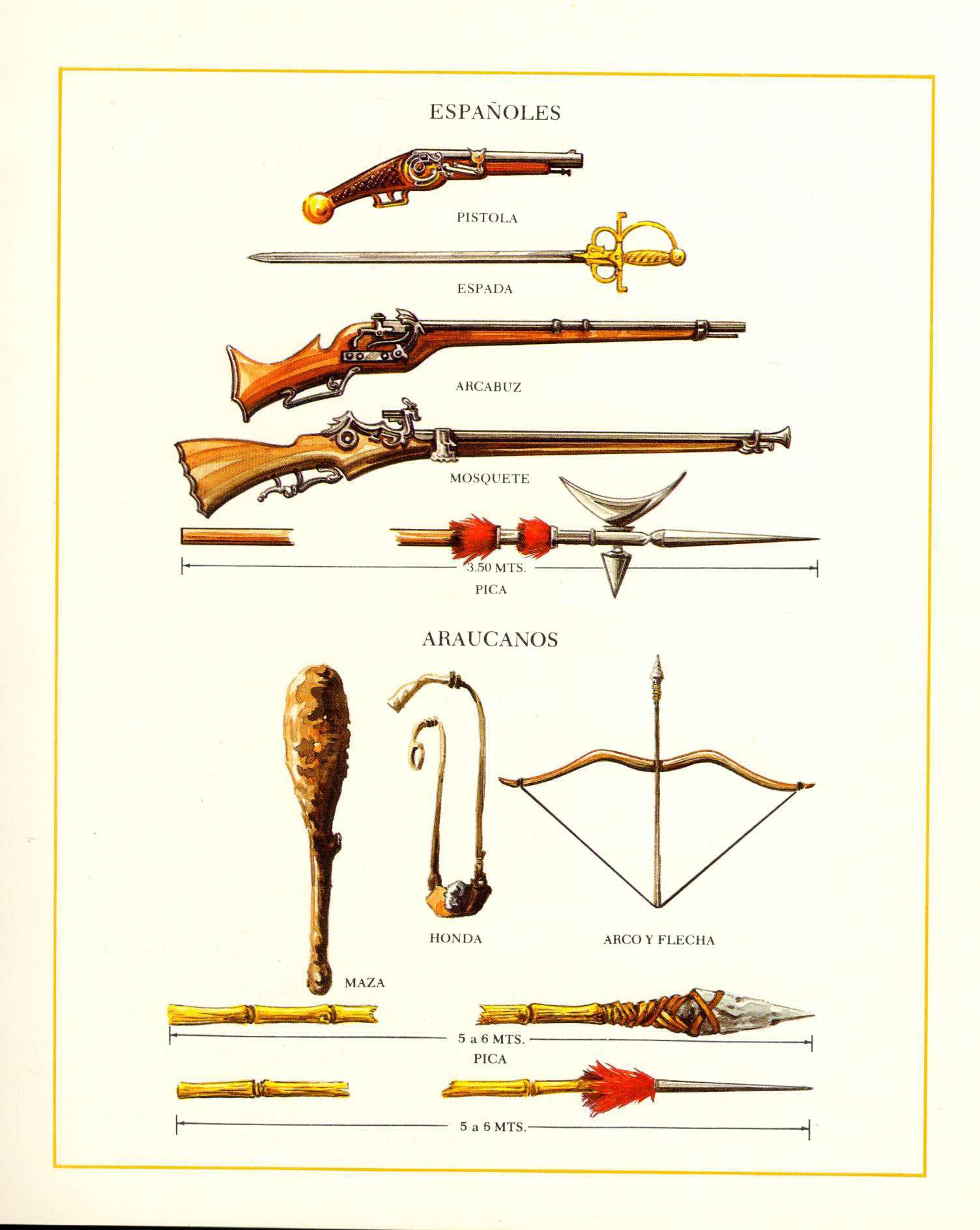
Вооружение чилийских конкистадоров и арауканов, XVI в.

Арауканская война (исп. Guerra de Arauco) — продолжительный военный конфликт между креольским населением Генерал-капитанства Чили, входившего в состав Испанской империи, и народом мапуче, а также некоторыми другими племенами (уильиче, пикунче и кунко).
Театр военных действий протянулся от реки Матакито до залива Релонкави, при этом основной район боевых действий находился между городом Консепсьон и прибрежной зоной нынешних областей Био-Био и Араукания.
Эти войны продолжались практически три столетия с 1536 года и до провозглашения независимости Чили. Они велись с разной степенью интенсивности, и собственно вооружённая борьба заняла около половины этого периода. Впоследствии логическим продолжением арауканских войн стала война между чилийцами и мапуче, известная как «Умиротворение Араукании».

## Ход событий
В 1536 году испанское войско под командованием Диего де Альмагро вторглось в землю мапуче. Возле слияния рек Итата и Ньюбле на пути испанцев встал хорошо организованный отряд мапуче. Испанцы победили в схватке, но понесли больше потери и ушли.
В 1550 году Педро де Вальдивия начал полномасштабное вторжение в земли мапуче. Испанцы основали на их землях несколько городов и крепостей. В 1553 году мапуче избрали своими военными вождями Кауполикана и Лаутаро. Во главе отряда из 6 тыс. воинов Лаутаро напал на испанский форт Тукапель, и его защитники, понеся серьёзные потери, бежали. 25 декабря 1553 года Вальдивия оказался с отрядом из 55 испанцев и 5 тыс. бойцов вспомогательных индейских войск пришёл к руинам Тукапеля, после чего началось одно из самых ожесточенных сражений в истории испанского завоевания Америки. Испанцы были перебиты, Вальдивию захватили в плен и убили.
Однако в 1557 году в результате предательства Лаутаро был убит. Борьбу мапуче возглавил Кауполикан, но в 1558 году он был взят испанцами в плен и жестоко казнён. 
В конце XVI — начале XVII веков мапуче совершили несколько удачных походов (в том числе под началом женщины-вождя Ханекео), уничтожив семь испанских городов и ряд населённых пунктов. Не в силах справиться с мапуче, испанские власти решили договариваться с ними. В 1612 году  был заключён договор, предусматривавший признание независимости народа мапуче, установление границы между независимой Арауканией и генерал-капитанством Чили, по реке Био-Био, взаимное освобождение пленных, а также упразднение повинностей мапуче, насильно прикрепленных к так называемым энкомьендам (поместьям).
Затем, в ответ на новые посягательства испанцев, мапуче во главе с вождём Лиентуром в 1629 году нанесли очередное поражение колонизаторам. В 1641 году был заключён Кильинский мир, который должен был положить конец всем войнам с мапуче.
В 1692 году испанские власти получили от вождей мапуче согласие на пребывание на территории к югу от Био-Био католических миссионеров. В 1723 году началось новое восстание, в котором участвовали не только мапуче к югу от Био-Био, но и индейцы в испанских владениях, в результате чего в 1726 году был подписан новый араукано-испанский договор.
В 1773 году Испания вновь заключила договор с мапуче о признании их независимости.
Но власти получившего в 1818 году независимость Чили начали наступление на земли мапуче, которое приняло формы проникновения чилийских войск, постепенно передвигавших пограничную линию все дальше на юг. В 1866 году под  предлогом защиты индейских владений от незаконных захватов чилийское правительство издало закон о поселении индейцев в так называемые редукции. Это привело к новым восстаниям мапуче в конце 1870-х — начале 1880-х годов. Сопротивление мапуче было сломлено к 1886 году, но отдельные отряды мапуче продолжали оказывать сопротивление правительству вплоть до 20-х годов XX века.